# Jahagirbuddenahalli, Molakalmuru
Jahagirbuddenahalli là một làng thuộc tehsil Molakalmuru, huyện Chitradurga, bang Karnataka, Ấn Độ.